# Piotr Kokociński
Piotr Kokociński (ur. 28 września 1953 we Wrocławiu), polski prozaik i scenarzysta, członek Polskiej Akademii Filmowej.
W roku 1973 ukończył Technikum Lotniczych Zakładów Naukowych, a 5 lat później filologię polską na Uniwersytecie Wrocławskim. Mieszka i pracuje we Wrocławiu.
Debiutował opowiadaniem „Rozmowy na produkcji” („Miesięcznik Literacki” 1978 nr 5). Opowiadania drukował m.in. w „Pulsie”, „Arcanach”, „Rzeczpospolitej” (w dodatku „Plus-Minus”) i w prasie regionalnej. Na początku lat dziewięćdziesiątych opublikował wiele tekstów o subkulturze żołnierskiej (m.in. "O współczesnych zwyczajach żołnierskich" [w:] Acta Universitatis Wratislaviensis nr 1340. Literatura i Kultura Popularna nr 2 (1992), s. 141-151.

## Twórczość
Sztuki i scenariusze:
- „Samowolka” (reż. Feliks Falk, 1993, druk: „Dialog”. 1992 nr 4),
- „Miś Kolabo” (reż. Ryszard Bugajski, 2001, druk: „Dialog”. 2001 nr 4),
- „Chwasty polskie” (sztuka niezrealizowana, druk: „Dialog”. 2004 nr 4),
- „Golgota wrocławska” /Współautor: Krzysztof Szwagrzyk/ (reż. Jan Komasa, 2008, Teatr Faktu TVP).
- „Z legend Ubekistanu” (sztuka niepublikowana, 2009)

Powieść:
- „Samowolka”, Wydawnictwo Dolnośląskie 1997.

W roku 2009 otrzymał stypendium Ministra Kultury i Dziedzictwa Narodowego.

## Nagrody
- II Festiwal Twórczości TV (1994) – nagroda za oryginalny scenariusz filmu „Samowolka”,
- II Festiwal Teatru PR i TV „Dwa Teatry Sopot 2002” – nagroda za oryginalny tekst dramatyczny, („Miś Kolabo”),
- IX Festiwal Teatru PR i TV „Dwa Teatry Sopot 2009” - nagroda za oryginalny tekst dramatyczny („Golgota Wrocławska”)